# خطوط جيتستار آسيا الجوية
جيتستار اسيا (بالإنجليزية: Jetstar Asia Airways) شركة طيران سنغافورية خاصة مقرها في سنغافورة، تعمل بنظام الطيران منخفض التكلفة وتأسست في عام 2004.
بدأت جيتستار أولى رحلاتها في 13 ديسمبر إلى هونغ كونغ. منذ بديت انطلاق اعمالها في 2004 قامت شركات جيتستار اسيا بنقل أكثر من 140 مليون راكب
تعد أول شركة طيران منخفض التكلفة في سنغافورة يقدم خدمة الأكشاك الذكية في إنجاز إجراءات السفر.

## نبذة تاريخية
تأسست الشركة كشراكة بين شركة كانتاس (بالإنجليزية: Qantas) التي تستحوذ على 49٪ من أسهم الشركة ورجال الأعمال السنغافوريين توني شو (بنسبة 22٪) وفونج في ونج (بنسبة 10٪) وشركة الاستثمارات السنغافورية تيماسيك التي تمتلكه الدولة (بنسبة 19٪). تحصلت الشركة على شهادة المشغل الجوي (بالإنجليزية: Air Operator's Certificate) لها من الحكومة السنغافورية في 19 نوفمبر 2004.
ولمواجهة دخولها المتأخر إلى السوق وحتى تحدث الفارق مع منافسيها قامت بتيسير رحلات في نطاق 5 ساعات من سنغافورة بينما يقوم منافسوها برحلات في نطاق ال4 ساعات فقط.

## وجهات رحلاتها
تطير الشركة إلى 25 وجهة مدينة في 13 دولة حول اسيا.

## الاسطول الجوي
تمتلك الشركة أسطول مكون من 18 طائرة.
| نوع الطائرة        | العدد | عدد الركاب في الدرجة الاقتصادية | عدد الركاب في درجة رجال الأعمال |
| ------------------ | ----- | ------------------------------- | ------------------------------- |
| إيرباص إيه 320-200 | 18    | 180                             | -                               |
| المجموع            | 18    |                                 |                                 |

## الاتفاقيات المشتركة
لدى جيتستار آسيا اتفاقيات شراكة مع شركات الطيران التالية:
- طيران الإمارات
- كانتاس
- الخطوط الجوية السريلانكية

## وصلات خارجية
- الموقع الرسمي للشركة (إنجليزية)